# Biagio Puccini
Biagio Puccini, né à Rome le 24 juin 1675 et mort dans cette même ville le 27 décembre 1721, est un peintre italien qui fut l'élève d'Antonio Gherardi.

## Œuvres
à Rome :
- fresques de la voûte de l'autel de saint André, église Santa Maria in Traspontina, 1697
- Saint Julien l'hospitalier, église Saint-Eustache
- Saint Dominique, église Santa Caterina a Magnanapoli, 1706
- Sainte Brigitte en gloire,  fresque du plafond Église Santa Brigida (Rome).

Autres :
- Vierge Marie,
- Dieu le père,
- Crucifixion
- La Forge de Vulcain
- Adoration des bergers